# (9027) Graps
(9027) Graps est un astéroïde de la ceinture principale.

## Description
(9027) Graps est un astéroïde de la ceinture principale. Il fut découvert le 4 novembre 1988 à l'observatoire Kleť par Antonín Mrkos. Il présente une orbite caractérisée par un demi-grand axe de 2,30 UA, une excentricité de 0,20 et une inclinaison de 5,1° par rapport à l'écliptique.